# The Big Nailed It Baking Challenge
The Big Nailed It Baking Challenge är en amerikansk realityserie vars första säsong hade premiär den 4 augusti 2023 på strömningstjänsten Netflix. Första säsongen består av tio avsnitt. Serien är en spinoff på TV-serien Nailed It!.

## Handling
Serien kretsar kring 10 oerfarna men motiverade bagare som med hjälp av professionella bagare tävlar mot varandra. Förutom äran vinner den slutliga vinnaren 100 000 US dollar.

## Medverkande
- Nicole Byer
- Jacques Torres